# High Fidelity
High Fidelity [ˌhaɪ̯fɪˈdɛləti:] (engl. ‚hohe (Klang-)Treue‘, kurz Hi-Fi [ˈhaɪ̯fɪ], auch [ˈhaɪ̯ˌfaɪ̯] ⓘ) ist ein Qualitätsstandard in der Tontechnik.
1934: Nach Einführung der „High Fidelity“ (HiFi) erstreckte sich die Bandbreite der aufgenommenen Frequenzen jetzt von 30 bis 8000 Hz. Ursprünglich wurden die Richtlinien in den 1960er Jahren in der DIN 45500 bzw. in der TGL 28660 festgelegt. Diese DIN-Norm wurde 1996 durch die EN 61305 ersetzt, die nur noch Verfahren zur Messung und Angabe der Leistungskennwerte, aber keine Mindestanforderungen mehr enthält, da die einst genormten Anforderungen inzwischen nicht mehr als technische Herausforderung gesehen werden.

## Technik

### Frequenzgang
Das menschliche Ohr hört Töne etwa von 16 Hz bis 20 kHz, der Hörbereich ist jedoch individuell verschieden – ein Erwachsener hat eine durchschnittliche Bandbreite des Hörvermögens von etwa 20 Hz bis 16 kHz. DIN 45500 schrieb aber lediglich einen Übertragungsbereich von mindestens 40/50 Hz bis 12,5/16 kHz vor (beide Grenzen und deren Toleranzgrenzen waren erheblich vom Gerätetyp abhängig).
Auf Töne zwischen 2 kHz und 5 kHz reagiert der Mensch am empfindlichsten, sodass Tonhöhenunterschiede hier auch am besten wahrgenommen werden. So schrieb die DIN 45500 für die Kompaktkassetten-Magnettontechnik einen linearen Frequenzgang im Bereich von 250 Hz bis 6300 Hz für HiFi-Heimstudiogeräte vor, wobei eine Toleranz bis 5 dB erlaubt war. Für offene Bandmaschinen galten nach der DIN 45511 strengere Regeln: Hier war in einem Frequenzbereich von 80 Hz bis 8000 Hz nur eine Toleranz von 3 dB erlaubt.

### Leistung
Die RMS-Leistung lässt keine Rückschlüsse auf die erreichbare Lautstärke zu. Während große Hornlautsprecher bereits mit 1 Watt Pegel von 105 dB SPL erreichen, erreichen viele Hi-Fi-Lautsprecher diese Lautstärke gar nicht.
Die Nennbelastbarkeit von Lautsprechersystemen ist genormt. Für eine verlässliche Aussage werden jedoch folgende Messwerte benötigt:
1. (Eingangs)empfindlichkeit oder auch Kennschalldruckpegel: Dieser Wert drückt aus, welche Lautstärke bzw. welchen Schalldruckpegel das System bei 2 Volt oder 2,83 Volt in einem Meter Entfernung erzeugt (zum Beispiel: 90 dB/2 V/1 m).
2. „Continuous Power“: Dieser Wert drückt aus, welche maximale Lautstärke das System in Dauerleistung erbringen kann. Die Angabe erfolgt in dB.
3. Endschalldruck, „Maximum Power“ oder „Peak-Wert“: Dieser Wert drückt aus, welchen Maximalpegel das Lautsprechersystem vor seiner Zerstörung erzeugen kann. Die Angabe erfolgt in dB.

Für eine realistische Leistungsangabe wird zusätzlich zu diesen Messwerten der Übertragungsbereich benötigt. Ein Breitband-Lautsprecher (Fullrange), der alle hörbaren Frequenzen übertragen muss (20 Hz – 20 kHz) muss wegen der hohen Belastungen für das Erzeugen der Bassfrequenzen wesentlich höhere Leistungen erbringen, als z. B. ein PA-Hochleistungs-Topteil (Mid-High-Lautsprecher ca. 150 Hz – 20 kHz).
Da die Abkürzung Hi-Fi nicht geschützt ist, muss die Einhaltung der EN 61305 im Einzelfall überprüft werden. Angaben wie Musikleistung und vor allem Maximalleistung oder „PMPO“ sind nicht exakt definiert. Die Abkürzung Hi-Fi spielt in der heutigen Zeit keine Rolle mehr, viele Gerätekategorien spielen kaum noch eine Rolle (UKW-Radio-Empfänger), neuere Geräte kommen in der Norm gar nicht vor (sämtliche digitale Audiogeräte, Mehrkanal) bzw. sind viele Größenordnungen besser als die Werte, die in der DIN 45500 definiert sind.
Die Nennleistung eines Vollverstärkers beschreibt die Leistung, die eine Endstufe bei 1 kHz über 10 Minuten an einen Ohmschen Verbraucher der Nennimpedanz bei maximal 0,7 % Klirrfaktor abgeben kann. Die Hifi-Norm legt hier mindestens 10 Watt für einen Monoverstärker und 2 × 6 Watt für einen Stereoverstärker fest. An den Frequenzganggrenzen (40 Hz und 16 kHz) darf sich dieser Wert maximal halbieren (d. h. 5 Watt und 2 × 3 Watt). Es handelt sich hierbei um den praxisfremdesten Test, der es in eine Norm geschafft hat, da Lautsprecher keine Ohmschen Verbraucher sind, Musik kein 10 Minuten langer, konstanter Sinuston ist und die höchsten Leistungsanforderungen nicht bei 1 kHz, sondern unterhalb von 200 Hz liegen.
Die Nennbelastbarkeit eines Lautsprechers erfolgt in einem 300-Stunden-Test mit einem breitbandigen Testsignal aus rosa Rauschen. Dabei wird der Lautsprecher intermittierend immer 1 Sekunde betrieben, gefolgt von jeweils 2 Sekunden Pause. Die Nennbelastbarkeit beschreibt dabei auch nicht die aufgenommene Wirk-, Schein- oder Blindleistung, sondern die aus der angelegten Effektiv-Spannung {\displaystyle U_{\mathrm {eff} }} und der Nennimpedanz {\displaystyle Z_{\mathrm {nenn} }} nach {\displaystyle {\tfrac {U_{\mathrm {eff} }^{2}}{Z_{\mathrm {nenn} }}}} berechnete Ersatzleistung.
Dieses Signal ist mit Musiksignalen (Crest-Faktor typischerweise größer als 12 dB) nicht vergleichbar und ermöglicht daher lediglich eine Aussage über die elektrische Belastbarkeit des Lautsprechers, oder der Endstufe. Meist erreicht der Lautsprecher gerade im Tieftonbereich jedoch schon unter der elektrischen Maximalbelastung seine mechanische Maximalbelastung, ab der die Membranen der Lautsprecher nicht mehr dem (Musik-)Signal folgen können. Die RMS-Leistung ermöglicht also nur bedingt Aussagen über den Maximalpegel eines Lautsprechers. Außerdem sagt die elektrische Belastbarkeit eines Lautsprechers nichts über seine Klangqualität(en) aus.
Bei „Dolby-Surround-Anlagen“ bzw. „Home-Theater“- oder „Cinema“-Systemen sollten die linke und rechte Endstufen-Lautsprecher-Kombination (evtl. inkl. Subwoofer) die Hi-Fi-Norm erfüllen. Für die hinteren Lautsprecher gelten schwächere Richtlinien. 

## Aktuelle Qualitätsmerkmale
Gegenwärtig nimmt die EN 61305 im Hi-Fi-Markt keine qualitätsbestimmende Rolle mehr ein, da die meisten Aufzeichnungsgeräte, Tonträger und Wiedergabegeräte diese Anforderungen bei weitem übertreffen. Nur Radiowecker, einfache sogenannte Kompaktanlagen im unteren Preissegment und viele Autoradios sowie alle Hörgeräte gewährleisten auch heute noch keine Hi-Fi-gerechte Wiedergabe.
Heute wird von einer guten Audioanlage für Musikwiedergabe erwartet, dass ihre spezifizierten Daten die Hi-Fi-Werte wesentlich übertreffen. Das betrifft den Frequenzübertragungsbereich, der an die Hörgrenze von etwa 20 kHz heranreichen sollte, aber auch den Klirrfaktor und den Signal-Rausch-Abstand.
Während die Verstärkertechnik heute hinsichtlich Frequenzgang, Rauschen, Störabstand, Übersprechen und Klirrfaktor weitgehend beherrscht wird, bilden die Lautsprecher, verbunden mit der Raumakustik, weiterhin einen Schwachpunkt. Kleine Lautsprecher haben grundsätzlich ein Problem mit der gebündelten Abstrahlung von tief-mittleren Frequenzen, was problematisch ist, wenn man sie in die Raumakustik integrieren möchte. Lautsprecher haben den schlechtesten Frequenzgang und den mit Abstand höchsten Klirrfaktor aller Komponenten.
Außerdem kann es geschehen, dass Erdschleifen oder Brummschleifen und Störungen durch digitale Geräte die guten Störabstandswerte einzelner Komponenten zunichtemachen.